# Coupe du monde des clubs de beach soccer 2011
Navigation
2012
La Coupe du monde des clubs de beach soccer 2011 est la première édition de cette compétition mondiale de beach soccer qui a lieu du 19 au 26 mars 2011, à l'Arena Guarapiranga sur à la Praia do Sol de São Paulo qui peut accueillir 3500 personnes assises.

## Équipes participantes
Dix clubs participent à la compétition :
- CA Boca Juniors
- SC Corinthians
- CR Flamengo
- Santos FC
- CR Vasco da Gama
- Seattle Sounders FC
- FC Barcelone
- Milan BS
- Sporting CP
- Lokomotiv Moscou

## Phase de groupes

### Répartition
| GROUPE A            | GROUPE B         |
| ------------------- | ---------------- |
| SC Corinthians      | FC Barcelone     |
| Lokomotiv Moscou    | CA Boca Juniors  |
| Santos FC           | CR Flamengo      |
| Seattle Sounders FC | Milan BS         |
| Sporting CP         | CR Vasco da Gama |

### Groupe A
| Clubs            | J | V | V+ | D | Bp | Bc | +/- | Pts |
| ---------------- | - | - | -- | - | -- | -- | --- | --- |
| Lokomotiv Moscou | 4 | 2 | 2  | 0 | 18 | 15 | +3  | 10  |
| Corinthians      | 4 | 1 | 2  | 1 | 20 | 19 | +1  | 7   |
| Seattle Sounders | 4 | 1 | 0  | 3 | 12 | 10 | +2  | 3   |
| Sporting CP      | 4 | 1 | 0  | 3 | 12 | 13 | -1  | 3   |
| Santos           | 4 | 0 | 1  | 3 | 16 | 21 | -5  | 2   |

| 19 mars 2011 | Lokomotiv Moscou                      | 3 – 2 (1 – 1, 1 – 1, 1 – 0) | Seattle Sounders           |  |  |
| 08:30        | Maci 5e · I. Borsuk 18e · Chaïkov 31e |                             | Frank 10e · Y. Morales 17e |  |  |
| 08:30        | Rapport                               |                             |                            |  |  |

| 19 mars 2011 | Corinthians                                      | 4 – 3 (1 – 1, 1 – 2, 2 – 0) | Sporting CP                                        |  |  |
| 10:00        | Juninho Alagoano 4e, 34e · Minici 24e · Buru 33e |                             | Belchior 1re · Fernando DDI 14e · Bruno Xavier 21e |  |  |
| 10:00        | Rapport                                          |                             |                                                    |  |  |

| 20 mars 2011 | Lokomotiv Moscou                         | 4 – 3 (a.p.) (1 – 1, 1 – 0, 1 – 2, 1 – 0) | Santos             |  |  |
| 08:30        | Maci 4e · D. Lima 13e · Chaïkov 27e, 37e |                                           | Dunga 4e, 25e, 30e |  |  |
| 08:30        | Rapport                                  |                                           |                    |  |  |

| 20 mars 2011 | Corinthians                     | 2 – 2 (a.p.) (1 – 2, 1 – 0, 0 – 0, 0 – 0) | Seattle Sounders           |  |  |
| 12:30        | Buru 12e · Juninho Alagoano 13e |                                           | Y. Morales 3e · F. Cati 9e |  |  |
| 12:30        | Rapport                         |                                           |                            |  |  |
| 12:30        | Juninho Alagoano · Benjamin     | Tirs au but 2 – 1                         | O. Moreira · Frank         |  |  |

| 21 mars 2011 | Seattle Sounders                     | 4 – 0 (2 – 0, 1 – 0, 1 – 0) | Sporting CP |  |  |
| 13:00        | O. Moreira 2e, 32e · F. Cati 4e, 16e |                             |             |  |  |
| 13:00        | Rapport                              |                             |             |  |  |

| 21 mars 2011 | Santos                                                                          | 8 – 8 (a.p.) (3 – 3, 3 – 3, 1 – 1, 1 – 1) | Corinthians                                                                 |  |  |
| 16:45        | Dunga 2e · Kuman 10e, 10e, 24e · Fabricio 17e · Du Alves 23e · J. Mena 29e, 39e |                                           | Buru 2e, 10e · Fabian 5e, 23e · Juninho Alagoano 13e, 32e, 37e · Minici 13e |  |  |
| 16:45        | Rapport                                                                         |                                           |                                                                             |  |  |
| 16:45        | Kuman                                                                           | Tirs au but 0 – 1                         | Fabian                                                                      |  |  |

| 22 mars 2011 | Lokomotiv Moscou                                      | 5 – 4 (1 – 0, 3 – 1, 1 – 3) | Sporting CP                                                    |  |  |
| 13:00        | Chaïkov 12e, 33e · Gorchinskiy 18e · D. Lima 19e, 22e |                             | Saganowski 23e · Fernando DDI 26e · M. Leghissa 28e · Alan 31e |  |  |
| 13:00        | Rapport                                               |                             |                                                                |  |  |

| 22 mars 2011 | Santos                                        | 4 – 3 (a.p.) (2 – 0, 0 – 1, 1 – 2, 1 – 0) | Seattle Sounders                     |  |  |
| 15:30        | Ricardinho 24e · Kuman 26e · J. Mena 27e, 39e |                                           | Y. Morales 6e · Ali Karim 8e · Frank |  |  |
| 15:30        | Rapport                                       |                                           |                                      |  |  |

| 23 mars 2011 | Santos  | 0 – 5 (0 – 0, 0 – 3, 0 – 2) | Sporting CP                                    |  |  |
| 14:15        |         |                             | Fernando DDI 13e, 26e, 28e · Belchior 15e, 15e |  |  |
| 14:15        | Rapport |                             |                                                |  |  |

| 23 mars 2011 | Lokomotiv Moscou                                               | 6 – 6 (a.p.) (1 – 1, 3 – 2, 2 – 3, 0 – 0) | Corinthians                                                                    |  |  |
| 15:30        | Chaïkov 11e, 13e · Maci 17e · I. Borsuk 21e · D. Lima 35e, 36e |                                           | Y. Al-Araimi 6e, 30e · Fabian 17e · Benjamin 23e · D. Neumann 25e · Minici 35e |  |  |
| 15:30        | Rapport                                                        |                                           |                                                                                |  |  |
| 15:30        | Leonov · Gorchinskiy                                           | Tirs au but 2 – 1                         | Fabian · Minici                                                                |  |  |

### Groupe B
| Clubs         | J | V | V+ | D | Bp | Bc | +/- | Pts |
| ------------- | - | - | -- | - | -- | -- | --- | --- |
| Barcelone     | 4 | 3 | 0  | 1 | 19 | 13 | +6  | 9   |
| Flamengo      | 4 | 2 | 1  | 1 | 19 | 11 | +8  | 8   |
| Milan         | 4 | 1 | 1  | 2 | 13 | 16 | -3  | 5   |
| Vasco da Gama | 4 | 0 | 2  | 2 | 16 | 18 | -2  | 4   |
| Boca Juniors  | 4 | 0 | 0  | 4 | 11 | 20 | -9  | 0   |

| 19 mars 2011 | Boca Juniors | 4 – 4 (a.p.) (1 – 1, 2 – 0, 1 – 3, 0 – 0) | Milan                                                                                       |  |  |
| 11:15        | Bruno Malias 6e · V. Lopez 14e · L. Franceschini 19e, 36e                                                        |                                           | Juninho Erivaldo Santos 10e · Claudinho 27e · François 29e · Stankovic 30e                  |  |  |
| 11:15        | Rapport |                                           |                                                                                             |  |  |
| 11:15        | A. Dallera , · L. Franceschini , · N. Bella · V. Lopez · C. Leguizamon · Bruno Malias · J. Vivas · S. Del Mestre | Tirs au but 9 – 10                        | , Stankovic · , Claudinho · Ahmed · François · Meier · M. Casarsa · R. Pasquali · M. Zanini |  |  |

| 19 mars 2011 | Vasco da Gama                                             | 4 – 5 (2 – 0, 0 – 2, 2 – 3) | Barcelone                                                    |  |  |
| 12:30        | Betinho 6e · Rafinha 10e · Bruno Xavier 31e · Pampero 32e |                             | Shishin 18e, 19e, 35e · Gabriel (o.g.) 33e · Javi Torres 36e |  |  |
| 12:30        | Rapport                                                   |                             |                                                              |  |  |

| 20 mars 2011 | Flamengo                      | 3 – 2 (a.p.) (0 – 0, 2 – 2, 0 – 0, 1 – 0) | Milan                        |  |  |
| 10:00        | Anderson 13e · André 17e, 37e |                                           | Stankovic 16e · François 20e |  |  |
| 10:00        | Rapport                       |                                           |                              |  |  |

| 20 mars 2011 | Vasco da Gama                            | 3 – 3 (a.p.) (0 – 2, 2 – 0, 1 – 1, 0 – 0) | Boca Juniors                                         |  |  |
| 11:15        | Gabriel 18e · Jorginho 22e · Rafinha 35e |                                           | Bruno Malias 1re · N. Bella 7e · L. Franceschini 35e |  |  |
| 11:15        | Rapport                                  |                                           |                                                      |  |  |
| 11:15        | Gabriel · Villalobos · Betinho           | Tirs au but 3 – 2                         | A. Dallera · N. Bella · V. Lopez                     |  |  |

| 21 mars 2011 | Barcelone                                                              | 7 – 2 (2 – 1, 1 – 0, 4 – 1) | Boca Juniors                          |  |  |
| 14:15        | Juanma 5e, 29e, 30e · Javi Torres 6e · Shishin 23e, 33e · Rui Mota 25e |                             | Bruno Malias 3e · L. Franceschini 34e |  |  |
| 14:15        | Rapport                                                                |                             |                                       |  |  |

| 21 mars 2011 | Vasco da Gama                                                                       | 6 – 6 (a.p.) (0 – 1, 3 – 2, 2 – 2, 1 – 1) | Flamengo                                          |  |  |
| 15:30        | Bruno Xavier 17e, 38e · Pampero 17e · B. Botelho 22e · Villalobos 25e · Rafinha 36e |                                           | Anderson 8e, 20e, 22e · André 26e, 29e · Duda 38e |  |  |
| 15:30        | Rapport                                                                             |                                           |                                                   |  |  |
| 15:30        | Bruno Xavier · Gabriel · Betinho                                                    | Tirs au but 2 – 1                         | Andre · Duda · Souza                              |  |  |

| 22 mars 2011 | Barcelone                                     | 6 – 3 (4 – 0, 0 – 1, 2 – 2) | Milan                         |  |  |
| 14:15        | Fred 2e · Shishin 4e, 10e, 34e, 36e · Nico 7e |                             | Meier 18e, 26e · François 35e |  |  |
| 14:15        | Rapport                                       |                             |                               |  |  |

| 22 mars 2011 | Flamengo                                    | 6 – 2 (2 – 1, 2 – 1, 2 – 0) | Boca Juniors                   |  |  |
| 16:45        | André 5e, 10e, 17e, 23e, 32e · C. Longa 30e |                             | Bruno Malias 7e · V. Lopez 23e |  |  |
| 16:45        | Rapport                                     |                             |                                |  |  |

| 23 mars 2011 | Vasco da Gama                               | 3 – 4 (1 – 0, 0 – 2, 2 – 2) | Milan                                      |  |  |
| 13:00        | Betinho 7e · Bruno Xavier 28e · Pampero 30e |                             | Meier 15e, 36e · Stankovic 19e · Ahmed 30e |  |  |
| 13:00        | Rapport                                     |                             |                                            |  |  |

| 23 mars 2011 | Flamengo                                     | 4 – 1 (2 – 1, 0 – 0, 2 – 0) | Barcelone      |  |  |
| 16:45        | Anderson 1re · C. Longa 12e · André 26e, 27e |                             | Javi Torres 6e |  |  |
| 16:45        | Rapport                                      |                             |                |  |  |

## Phase finale

### Quarts de finale
| 24 mars 2011 | Flamengo                                 | 2 – 2 (a.p.) (1 – 2, 0 – 0, 1 – 0, 0 – 0) | Seattle Sounders                                       |  |  |
| 13:00        | Anderson 1re, 27e                        |                                           | Frank 9e · Ali Karim 12e                               |  |  |
| 13:00        | Rapport                                  |                                           |                                                        |  |  |
| 13:00        | André · Anderson · Duda · Souza · Matias | Tirs au but 5 – 4                         | Ali Karim · F. Farberhoff · Y. Morales · F. Cati · Gil |  |  |

| 24 mars 2011 | Barcelone   | 1 – 8 (1 – 3, 0 – 2, 0 – 3) | Sporting CP                                                                                 |  |  |
| 14:15        | Amarelle 3e |                             | Fernando DDI 1re, 1re, 5e · Saganowski 22e · F. Corosiniti 23e · Alan 30e, 35e · Madjer 31e |  |  |
| 14:15        | Rapport     |                             |                                                                                             |  |  |

| 24 mars 2011 | Lokomotiv Moscou                                                                        | 7 – 2 (1 – 0, 4 – 1, 2 – 1) | Milan                     |  |  |
| 15:30        | D. Lima 8e · Shkarin 14e · I. Borsuk 17e, 18e · Leonov 21e · Gorchinskiy 29e · Maci 36e |                             | Ahmed 18e · Claudinho 35e |  |  |
| 15:30        | Rapport                                                                                 |                             |                           |  |  |

| 24 mars 2011 | Corinthians   | 2 – 5 (0 – 0, 0 – 2, 2 – 3) | Vasco da Gama                                                            |  |  |
| 16:45        | Buru 31e, 34e |                             | Pampero 16e · Betinho 17e · Bruno Xavier 25e · Rafinha 32e · Gabriel 34e |  |  |
| 16:45        | Rapport       |                             |                                                                          |  |  |

### Demi-finales
| 25 mars 2011 | Lokomotiv Moscou                              | 4 – 5 (0 – 1, 1 – 3, 3 – 1) | Sporting CP                                                 |  |  |
| 15:30        | Leonov 13e · Chaïkov 29e, 36e · I. Borsuk 32e |                             | Alan 5e, 13e · Belchior 13e · Madjer 23e · Fernando DDI 30e |  |  |
| 15:30        | Rapport                                       |                             |                                                             |  |  |

| 25 mars 2011 | Flamengo                | 4 – 5 (1 – 2, 1 – 2, 2 – 1) | Vasco da Gama                                        |  |  |
| 16:45        | André 5e, 14e, 25e, 34e |                             | Betinho 2e · Bruno Xavier 3e, 19e · Pampero 14e, 28e |  |  |
| 16:45        | Rapport                 |                             |                                                      |  |  |

### Match pour la3eplace
| 26 mars 2011 | Flamengo                                                   | 5 – 4 (a.p.) (0 – 1, 2 – 2, 2 – 1, 1 – 0) | Lokomotiv Moscou               |  |  |
| 8:30         | Souza 13e, 37e · André 17e · Anderson 27e · A. Tavares 34e |                                           | Maci 7e, 33e · Leonov 13e, 23e |  |  |
| 8:30         | Rapport                                                    |                                           |                                |  |  |

### Finale
| 26 mars 2011 | Vasco da Gama                                             | 4 – 2 (2 – 1, 0 – 0, 2 – 1) | Sporting CP                     |  |  |
| 10:00        | Bruno Xavier 9e · Rafinha 10e · Pampero 28e · Betinho 35e |                             | Fernando DDI 1re · Belchior 29e |  |  |
| 10:00        | Rapport                                                   |                             |                                 |  |  |

## Récompenses individuelles
| Meilleur joueur            |
| -------------------------- |
| Pampero (Vasco da Gama)    |
| Meilleur buteur            |
| André (Flamengo) - 16 buts |
| Meilleur gardien de but    |
| Paulo Graça (Sporting CP)  |